# Carola de Kanter
Carola de Kanter (voorheen Carola Thomas, Breda, 19 september 1962) is een culinair specialist. Ze is bekend van haar optreden als tv-kok in verschillende programma's. Daarnaast heeft ze een tiental kookboeken geschreven.

## Carrière
Carola had vanaf 1990 kookrubrieken in de programma's AVRO Service Salon, De 5 Uur Show en Koffietijd. Later was ze culinair eindredacteur van Koken met Sterren. Ook heeft ze meegewerkt aan de programma's De Kwestie van Smaak, De Schreeuw van de Leeuw, Dekselse Dames, Obese en MasterChef. In 2014, 2016 en 2017 heeft ze gastoptredens in Koffietijd gehad.
Een tiental boeken zijn door Carola geschreven. Vooral in de periode dat ze bekendheid op tv genoot. Daarnaast heeft ze receptrubrieken gehad in de bladen Tip Culinair, AVRO's Televizier en Viva.
In 1993-1994 was ze managing director van Auberge de Arent in Breda.
Voor vele bedrijven en fabrikanten en kookstudio's  heeft Carola recepten ontwikkeld, kookdemo's gegeven, en concepten bedacht. Enkele namen zijn Hero, BK pannen, Campina, Knorr, Oldenhof Kookstudio, Food Company, Het Kooktheater, de Rai, et cetera.
Van 2003 tot 2017 heeft Carola les gegeven op het Cingel College, Breda. Vanaf september 2017 is Carola projectleider van de ontwikkeling duurzaamheidsbeleid van ROC West-Brabant. Daarnaast runt Carola in Ulvenhout een eigen kookatelier.